# 中川綾太郎
中川 綾太郎（なかがわ あやたろう、1988年4月8日 - ）は、日本の実業家、投資家。DeNA子会社で、女性向けキュレーションサイト「MERY」を運営していた株式会社ペロリの元代表取締役、DeNA社員。

## 生い立ち
兵庫県明石市出身。起業家の経歴のある親と祖父を持つ。立命館大学工学部に半年ほど通い中退し、早稲田大学商学部出身（中退）。
早稲田大学在学時、学生団体を主催し、「全国で唯一の学生が創るフリーペーパーをテーマにしたコンテスト」を実施した。
弟を持つ。

## 実業家として
早稲田大学在学中に成田修造、石田健と共同でウェブメディアアトコレを設立、これはうまくいかず解散した。同じく大学在学中に、学生市場を専門とする会社ドゥーシモアに執行役員として参加。2012年8月にEast Ventures、佐俣アンリのanriファンドの出資を受け、エンジニアの河合真吾、デザイナーの有川鴻哉と共同でペロリを創業、2013年から女性向けのファッション・美容などを扱うキュレーションプラットフォーム事業「MERY」を開始、人気を博した。
友人でキュレーションサイト「iemo」を運営する村田マリの紹介で、2014年にディー・エヌ・エーに事業を売却。iemo、ペロリと2社合わせて約50億円での買収で、それぞれの買収金額は非公表だが、iemoが約15億円、ペロリが約35億円と見られている。
早稲田大学商学部で起業家養成講座IIの講師を2015年から2016年に務めた。
2016年にフォーブスのアジアを代表する30歳未満の重要人物「30アンダー30」の1人に選ばれた。
2016年秋にディー・エヌ・エーのキュレーションサイト群での不適切な引用や画像の使用、不正確な情報などが問題視されるようになり、12月5日に他のキュレーションサイトと共にMERYの公開も停止し、2017年3月12日付けで中川は株式会社ペロリの代表取締役を辞任した。

## 投資家として
2014年にディー・エヌ・エー子会社となったペロリの代表を務めながら、中川は朝倉祐介や古川健介らと共にトーキョー・ファウンダーズ・ファンドで投資家として2015年に活動をはじめた。
ディー・エヌ・エーのベンチャー投資のパートナーを務めた。